# Mistral Ofis Kulesi
La Mistral Ofis Kulesi (conocida por su nombre en inglés Mistral Office Tower) es un rascacielos situado en la ciudad de Esmirna, en el extremo occidental de Turquía. Es el edificio más alto de Turquía por fuera de Estambul y el octavo más alto de todo el país.

## Características
Está ubicado en el extremo noreste del distrito de Konak. Con 216 metros es el edificio más alto de Esmirna. El proyecto fue propuesto por primera vez en 2010. La construcción comenzó en 2014 durante el auge de los rascacielos de Esmirna y se completó en 2017.
Fue diseñado por la firma DNA Mimarlik, que en paralelo construyó la vecina Mistral Residential Tower. Con sus 154, este edificio residencial es a su vez el sexto más alto de la ciudad. Ambas torres componen el Mistral İzmir Complex.